# Grand Prix moto d'Ulster 1963
Le Grand Prix moto d'Ulster 1963 est la septième manche du Championnat du monde de vitesse moto 1963. La compétition s'est déroulée le 10 août 1963 sur le Circuit de Dundrod dans le Comté d'Antrim (Irlande). C'est la 35e édition du Grand Prix moto d'Ulster et la 15e édition comptant pour le championnat du monde.

## Résultats des 500 cm³
| Pos | Pilote          | Moto      | Temps/Écart       | Points |
| --- | --------------- | --------- | ----------------- | ------ |
| 1   | Mike Hailwood   | MV Agusta | 1 h 16 min 11 s 0 | 8      |
| 2   | John Hartle     | Gilera    | +42 s 6           | 6      |
| 3   | Derek Minter    | Gilera    | +2 min 04 s 8     | 4      |
| 4   | Alan Shepherd   | Matchless | +2 min 39 s 8     | 3      |
| 5   | Ralph Bryans    | Norton    | +1 tour           | 2      |
| 6   | Michael Duff    | Matchless | +1 tour           | 1      |
| 7   | Fred Stevens    | Norton    | + ?               |        |
| 8   | Joe Dunphy      | Norton    | + ?               |        |
| 9   | William McCosh  | Matchless | + ?               |        |
| 10  | Derek Woodman   | Matchless | + ?               |        |
| 11  | Richard Creith  | Norton    | + ?               |        |
| 12  | Stuart Graham   | Matchless | + ?               |        |
| 13  | Ellis Boyce     | Norton    | + ?               |        |
| 14  | Alf Shaw        | Norton    | + ?               |        |
| 15  | Tommy Holmes    | Matchless | + ?               |        |
| 16  | Patsy McGarrity | Matchless | + ?               |        |
| 17  | Jimmy Jones     | Norton    | + ?               |        |
| 18  | Rollie Stallard | Norton    | + ?               |        |
| 19  | John Brown      | Norton    | + ?               |        |
| 20  | John Meneely    | Norton    | + ?               |        |
| 21  | ...             | ...       | + ?               |        |

## Résultats des 350 cm³
| Pos | Pilote        | Moto      | Temps             | Points |
| --- | ------------- | --------- | ----------------- | ------ |
| 1   | Jim Redman    | Honda     | 1 h 20 min 39 s 6 | 8      |
| 2   | Mike Hailwood | MV Agusta | + ?               | 6      |
| 3   | Luigi Taveri  | Honda     | + ?               | 4      |
| 4   | Michael Duff  | AJS       | + ?               | 3      |
| 5   | Fred Stevens  | Norton    | + ?               | 2      |
| 6   | Len Ireland   | Norton    | + ?               | 1      |
| 7   | ...           | ...       | + ?               |        |

## Résultats des 250 cm³
| Pos | Pilote              | Moto       | Temps            | Points |
| --- | ------------------- | ---------- | ---------------- | ------ |
| 1   | Jim Redman          | Honda      | 1 h 11 min54 s 2 | 8      |
| 2   | Tarquinio Provini   | Morini     | + 6 s 2          | 6      |
| 3   | Tommy Robb          | Honda      | +33 s 2          | 4      |
| 4   | Kunimitsu Takahashi | Honda      | +2 min 33 s 2    | 3      |
| 5   | Jack Findlay        | FB Mondial | + 1 tour         | 2      |
| 6   | Chris Anderson      | Aermacchi  | + 1 tour         | 1      |
| 7   | ...                 | ...        | + ?              |        |

## Résultats des 125 cm³
| Pos | Pilote              | Moto   | Temps          | Points |
| --- | ------------------- | ------ | -------------- | ------ |
| 1   | Hugh Anderson       | Suzuki | 57 min 01 s 2  | 8      |
| 2   | Bert Schneider      | Suzuki | + 1 min 09 s 6 | 6      |
| 3   | Luigi Taveri        | Honda  | + 1 min 10 s 4 | 4      |
| 4   | Tommy Robb          | Honda  | + 1 min 49 s 2 | 3      |
| 5   | Kunimitsu Takahashi | Honda  | + 1 min 49 s 8 | 2      |
| 6   | Frank Perris        | Suzuki | + 2 min 01 s 2 | 1      |
| 7   | Jim Redman          | Honda  | + ?            |        |
| 8   | ...                 | ...    | + ?            |        |